# Michelle Roche Rodríguez
Michelle Roche Rodríguez (Caracas, Venezuela, 30 de agosto de 1979) es una escritora, crítica literaria y periodista venezolana radicada en Madrid, España desde el año 2013. Ganadora del Premio de Narrativa Francisco Ayala que otorga la Fundación Caja Granada por su libro de relatos Gente decente (2017). Su obra Malasangre (2020) resultó finalista del Premio Celsius.Es una de las exponentes contemporáneas del llamado "gótico latinoamericano".

## Biografía

### Primeros años
Michelle Roche Rodríguez nació en la ciudad de Caracas el 30 de agosto de 1979 en el seno de una familia liberal y atea que, pese a estas posturas, decidió inscribirla en un colegio del Opus Dei. Estudió Comunicación Social, especializándose en el sector de la cultura. Se graduó como periodista de la Universidad Católica Andrés Bello (2002) y cinco años más tarde culminó su Maestría en Crítica Cultural en la New York University (2008), en donde desarrolló el Proyecto de Grado: "Lo real siniestro: La representación del fracaso de lo Moderno en la Literatura Venezolana".
Fundó el portal digital Colofón Revista Literaria en el año 2014.
Reside en Madrid, España, desde el año 2015, tiempo en el que inició el Doctorado de Estudios de Género del Instituto Universitario de la Mujer en la Universidad Autónoma de Madrid, del cual se tituló con el trabajo de tesis: “La trayectoria del marianismo por el canon literario Iberoamericano”, el cual versa sobre la obra de la escritora venezolana Teresa de la Parra. Concluyó sus estudios en el año 2022 con la mención Cum Laude.

### Trayectoria literaria
Fue una ávida lectora desde la infancia. El libro que la llevó a ser escritora fue Los Miserables. Su familia se mostró en contra de su elección por la carrera de Letras.
Su escritura aborda desde el ensayo, la narrativa y el periodismo cultural hasta la crítica literaria. Hace uso de lo fantástico, lo terrorífico, lo mítico y lo histórico, para desarrollar temas en torno al feminismo, lo nacional y la identidad.
En 2013 publica su primer libro Álbum de familia: Conversaciones sobre identidad y cultura en Venezuela. La obra fue publicada en Caracas en el año 2013 por la editorial editorial Alfa.
En 2016 publicará Madre mía que estás en el mito. Esta obra indaga sobre la figura de la virgen María. La obra se divide en tres partes que abordan el mito, el poder y lo femenino. Fue publicada en España en el año 2016 por Sílex Ediciones.
En 2017 lleva a cabo su primera incursión en la narrativa con el libro de relatos Gente decente. El libro expone desde diferentes voces las dinámicas que se dan en las relaciones familiares, vínculos en los cuales se ensayan las identidades de los individuos. Cuenta con ocho relatos cortos que indagan las distintas identidades del venezolano, desde dos hermanas que se enfrentan a un padre siniestro, hasta unos padres que afrontan acoso escolar. Se trata de una serie de personajes muy diversos que poseen esa característica de aparentar ser algo que no son. Los relatos poseen finales que son redondos y ofrecen historias realistas de las familias pertenecientes al contexto venezolano. La obra fue publicada como ganadora del concurso de Narrativa Francisco Ayala en el año 2017, la edición fue hecha por Musa a la 9 en formato ebook.En el relato titulado "Lata de galletas" se muestra la relación de una pareja en la cual la mujer adopta la posición que tradicionalmente se ha reservado para el hombre y, tras superar una depresión, decide abrir un negocio de galletas que se llama “Las galletas de mamá”. Ella se encarga de trabajar para llevar el alimento a la casa y, aún con su actitud independiente, se valora a sí misma como un accesorio prescindible para su esposo, aunque es precisamente él quien no trabaja y termina por llevar el negocio a la ruina.El cuento “Salvador Gómez y las tablas de multiplicar” está ambientado en la Caracas gomecista, en donde se muestra la realidad del autoritarismo y su estrecha relación con Venezuela. Otro de los cuentos que sigue esta temática es “Mamadoras de gallo” en el cual se establece una relación entre el discurso político y las implicaciones semánticas del título del relato.
En 2020 publica su novela Malasangre. Se trata de una novela histórica y vampírica, situada en la Venezuela dictatorial de Juan Vicente Gómez. Cuenta la historia de Diana Gutiérrez, una joven de catorce años que descubre que tiene hematofagia, condición genética que heredó de su padre. El libro fue publicado en el año 2020 por la editorial española Anagrama.
Sobre esta obra, la crítica anuncia que sigue el legado de la novela Ifigenia de Teresa de la Parra, en donde se relata la historia de María Eugenia Alonso, una joven venezolana que retorna desde Europa a su país natal a inicios del siglo XX. También se comenta sobre la intersección del género fantástico por medio del gótico que se inscribe en un realismo histórico de amplia documentación. Así destacan los cuadros de una sociedad venezolana de la década de los años veinte del siglo pasado, en donde imperaba la violencia y el rentismo petrolero. Sandra Caula afirma que, de esta manera, la obra pone el foco en los perversos vínculos con lo público que se construyeron en esa época, mostrando cómo se forjó una mentalidad que obstaculiza el desarrollo de una cultura democrática. Por otro lado, también indica que esta novela elude el simplismo en el que cae parte de la literatura venezolana contemporánea al concebir al país solo como un antes y un después de Chávez.
En cuanto a la carga simbólica, la figura del vampiro se manifiesta en esta narrativa como una metáfora de la sed sin límites que mueve a una élite política; la sangre que succionan es el petróleo, principal bastión de la economía. Juan Juristo menciona que, de una manera similar, Juan Carlos Chirinos también emplea este tratamiento del relato en su obra Los cielos de curumo, donde el zamuro hace alusión a la imagen de una Venezuela apocalíptica.
El drama de la obra está impulsado por la condición femenina de la protagonista, pues al ser una chica que no puede contenerse dentro de los límites de lo que la sociedad ha designado que debe ser como mujer, se ve castigada y condenada a pagar con su cuerpo el porvenir de su familia. Su cuerpo es un instrumento a utilizar en esta sociedad patriarcal, por medio del cual será violada, pero también fungirá como su principal medio de supervivencia. Por esta característica, la obra se compara con los textos de escritoras contemporáneas tales como: Mónica Ojeda, Samanta Schweblin y Mariana Enríquez, a quienes se les denomina como las principales exponentes de lo que la crítica llama el nuevo gótico latinoamericano, una corriente literaria escrita principalmente por mujeres, en donde los personajes, generalmente femeninos, se ven expuestos a situaciones abyectas y ominosas.
La autora reconoce como sus principales influencias a Edgar Allan Poe, Mary Shelley, Valentine Penrose, Bram Stoker y Teresa de la Parra.

## Obra

### Periodismo
Álbum de familia: Conversaciones sobre identidad y cultura en Venezuela, 2013

### Ensayo
Madre mía que estás en el mito, 2016

### Narrativa
Gente decente, 2017
Malasangre, 2020

## Premios
- Premio de Narrativa Francisco Ayala 2017 por la colección de cuentos Gente decente[28]
- Finalista del Premio Celsius 2021 por la novela Malasangre[29]